# 方格星虫亞纲
方格星虫亞纲（学名：Sipunculidea）为環節動物門星虫动物纲下的一个亞纲。

## 下级分类
本纲包括以下目：
- 戈芬星蟲目 Golfingiiformes
- 方格星虫目 Sipunculiformes